# Vilmos Engel
Vilmos Engel (11 marzo 1894 – 18 maggio 1970) è stato un calciatore ungherese, di ruolo attaccante.

## Carriera

### Club
Giocò nel Budapesti AK, club con il quale ottenne una convocazione nella nazionale magiara nel 1917.
Con il Budapesti AK ottenne nella stagione 1917-1918 l'ottavo posto nella massima serie magiara ed il penultimo in quella seguente.
Successivamente milita nell'Hacoah Arad e nel CFR-Mureşul Târgu Mureş.

### Nazionale
Engel giocò nell'amichevole disputata a Budapest il 7 ottobre 1917, durante il primo conflitto mondiale, contro la nazionale austriaca, incontro che fu vinto dagli ungheresi per 2 a 1.

## Statistiche

### Cronologia presenze e reti in Nazionale
| Cronologia completa delle presenze e delle reti in nazionale ― Ungheria | Cronologia completa delle presenze e delle reti in nazionale ― Ungheria | Cronologia completa delle presenze e delle reti in nazionale ― Ungheria | Cronologia completa delle presenze e delle reti in nazionale ― Ungheria | Cronologia completa delle presenze e delle reti in nazionale ― Ungheria | Cronologia completa delle presenze e delle reti in nazionale ― Ungheria | Cronologia completa delle presenze e delle reti in nazionale ― Ungheria | Cronologia completa delle presenze e delle reti in nazionale ― Ungheria |
| Data                                                                    | Città                                                                   | In casa                                                                 | Risultato                                                               | Ospiti                                                                  | Competizione                                                            | Reti                                                                    | Note                                                                    |
| ----------------------------------------------------------------------- | ----------------------------------------------------------------------- | ----------------------------------------------------------------------- | ----------------------------------------------------------------------- | ----------------------------------------------------------------------- | ----------------------------------------------------------------------- | ----------------------------------------------------------------------- | ----------------------------------------------------------------------- |
| 7/10/1917                                                               | Budapest                                                                | Ungheria                                                                | 2 – 1                                                                   | Austria                                                                 | Amichevole                                                              | -                                                                       |                                                                         |
| Totale                                                                  |                                                                         | Presenze                                                                | 1                                                                       |                                                                         | Reti                                                                    | 0                                                                       |                                                                         |